# Jon Hamm
Jonathan Daniel "Jon" Hamm, född 10 mars 1971 i St. Louis, Missouri, är en amerikansk skådespelare.
Han är kanske mest känd för sin roll som Don Draper i TV-serien Mad Men som han 2008 vann en Golden Globe för. Efter att ha nominerats åtta gånger vann han 2015 även en Emmy Award för sin insats som Don Draper i sista säsongen av Mad Men. Hamm har också bland annat medverkat i nyinspelningen av science fiction-filmen The Day the Earth Stood Still.

## Filmografi (i urval)
- 2000 – Space Cowboys
- 2001 – Kissing Jessica Stein
- 2002 – We Were Soldiers
- 2006 – Ira and Abby
- 2007–2015 – Mad Men (TV-serie)
- 2007 – The Ten
- 2008 – The Day the Earth Stood still
- 2009 – En enda man
- 2010 – Stolen
- 2010 – Shrek - Nu och för alltid (röst)
- 2010 – The A-Team
- 2010 – The Town
- 2010 – Howl
- 2011 – Bridesmaids
- 2011 – Sucker Punch
- 2011 – Friends with Kids
- 2013 – The Congress
- 2013 – Clear History
- 2014 – Million Dollar Arm
- 2014–2015 – Parks and Recreation (TV-serie)
- 2015 – Minioner (röst)
- 2017 – Baby Driver
- 2018 – TAG
- 2018 – Bad Times At The El Royale
- 2019 – Richard Jewell
- 2019–  – Good Omens (TV-serie)
- 2022 – Top Gun: Maverick
- 2023 – Fargo (TV-serie)
- 2025 – Your Friends and Neighbors (TV-serie)
- 2026 – Operation bäver (röst)